# Challenger de San Leopoldo
El São Léo Open es un torneo profesional de tenis. Pertenece al ATP Challenger Tour. Se juega desde el año 2011 sobre superficie de tierra batida, en San Leopoldo, Brasil.

## Palmarés

### Individuales
| Año       | Campeón             | Finalista       | Resultado        |
| --------- | ------------------- | --------------- | ---------------- |
| 2011      | Leonardo Mayer      | Nikola Ćirić    | 7–5, 7–6(1)      |
| 2012      | Horacio Zeballos    | Paul Capdeville | 3–6, 7–5, 7–6(2) |
| 2013 2021 | No celebrado        | No celebrado    | No celebrado     |
| 2022      | Juan Pablo Varillas | Facundo Bagnis  | 7-6(5), 4-6, 6-4 |
| 2023      | No celebrado        | No celebrado    | No celebrado     |
| 2024      | Daniel Vallejo      | Enzo Couacaud   | 6-3, 6-2         |

### Dobles
| Año       | Campeones                             | Finalistas                                     | Resultado           |
| --------- | ------------------------------------- | ---------------------------------------------- | ------------------- |
| 2011      | Franco Ferreiro Rubén Ramírez Hidalgo | Gastão Elias Frederico Gil                     | 6–7(7), 6–3, [11–9] |
| 2012      | Fabiano de Paula Júlio Silva          | Ariel Behar Horacio Zeballos                   | 6–1, 7–6(5)         |
| 2013 2021 | No celebrado                          | No celebrado                                   | No celebrado        |
| 2022      | Guido Andreozzi Guillermo Durán       | Felipe Meligeni Alves João Lucas Reis da Silva | 5–1 ret.            |
| 2023      | No celebrado                          | No celebrado                                   | No celebrado        |
| 2024      | Marcelo Demoliner Orlando Luz         | Liam Draxl Alexander Weis                      | 7–5, 3–6, [10–8]    |